# Zaur Tajushev
Zaur Tajushev –en ruso, Заур Тахушев– (Nartkala, URSS, 9 de noviembre de 1981) es un deportista ruso que compitió en halterofilia. Ganó dos medallas en el Campeonato Europeo de Halterofilia, plata en 2004 y bronce en 2006.

## Palmarés internacional
| Campeonato Europeo | Campeonato Europeo     | Campeonato Europeo | Campeonato Europeo |
| Año                | Lugar                  | Medalla            | Categoría          |
| ------------------ | ---------------------- | ------------------ | ------------------ |
| 2004               | Kiev (Ucrania)         | Medalla de plata   | 85 kg              |
| 2006               | Władysławowo (Polonia) | Medalla de bronce  | 85 kg              |